# 貝雅麗
貝雅麗 MLA（1966/67年—），加拿大政治人物，2020年起以卑詩新民主黨黨員身份擔任卑詩省議會議員，先後代表溫哥華福溪選區和溫哥華南加蘭護選區，2022年晉身省長尹大衛內閣，現為卑詩省財政廳長。

## 生平
貝雅麗於卑詩省乃磨土生土長，1990年從麥基爾大學取得政治學文學士學位，亦從維多利亞大學取得社工學位。她曾供職於數家非牟利機構，包括於加拿大癌病協會出任區域經理，後投身電子遊戲業，2005年於溫哥華參與創辦電子遊戲開發公司油炸娛樂（Deep Fried Entertainment）並出任其。2010年她參與創辦加拿大首間全女班電子遊戲開發公司，並出任其行政總裁。她曾任卑詩省大姐姐協會低陸平原分會行政總監，2018年2月起則任職卑詩省互動及數碼媒體業協會（DigiBC）行政總監。
2020年省選，貝雅麗代表卑詩新民主黨競逐省議會溫哥華福溪選區議席，擊敗尋求連任的卑詩自由黨候選人及溫哥華前市長蘇利文當選該區省議員。同年11月26日她獲省長賀謹任命為科技及創新發展議會秘書，2022年12月7日則獲新任省長尹大衛委派出任就業、經濟發展及創新廳長。福溪選區於2024年省選前解散重組，貝雅麗改為競逐新設的溫哥華南加蘭護選區並順利連任，在同年11月公布的尹大衛內閣中改任財政廳長。
她與前夫貝索·斯騰伯格（Basil Stumborg）育有三名子女，並曾與蒸汽廠釀酒公司行政總裁伊萊·格什科維奇（Eli Gershkovitch）有過一段婚姻，現任丈夫則為金融科技公司INETCO行政總裁比詹·薩尼伊（Bijan Sanii）。

## 外部連結
- （英文）卑詩省議會網站 貝雅麗議員簡介 （页面存档备份，存于）